# Tatiana Capote
Tatiana Capote Abdel (La Habana; 15 de agosto de 1961) es una actriz y exreina de bellezacubanovenezolana. 
Capote representó a Venezuela en el certamen de belleza Miss Mundo en 1979 Es hija del actor Julio Capote, hermana de la actriz Marita Capote y madre de la actriz Taniusha Mollet.

## Carrera
Desde 1971 está actuando en la televisión a la edad de 10 años en Bárbara como Elisita.
en el año 1972 en La doña. En 1979 fue representante de Venezuela en el concurso Miss Mundo. Tatiana se convirtió en una de las actrices más importantes de la televisión venezolana en la década de los 80 y 90. Su última aparición en televisión fue en  2012 en la telenovela Corazón valiente.

## Filmografía

### Telenovelas
| Año  | Título                     | Rol                                           |
| ---- | -------------------------- | --------------------------------------------- |
| 1971 | Bárbara                    | Elisita                                       |
| 1972 | La doña                    | Fernanda Ferreira                             |
| 1973 | Raquel                     | Ana María                                     |
| 1980 | Natalia de 8 a 9           | Alejandra Guzmán Márquez                      |
| 1981 | Cándida                    | Cándida                                       |
| 1981 | Rosalinda                  | Adriana                                       |
| 1981 | Luz Marina                 | Dorada Alegría                                |
| 1981 | Angelito                   |                                               |
| 1982 | De su misma sangre         | Flor María                                    |
| 1982 | Kapricho S.A.              | Valeria Aristizábal                           |
| 1983 | Bienvenida Esperanza       | Mariana Trías                                 |
| 1983 | Marta y Javier             | Julia Martínez                                |
| 1983 | Marisela                   | Marisela                                      |
| 1985 | Rebeca                     | Rebeca Linares                                |
| 1985 | Adriana                    | Adriana                                       |
| 1987 | Roberta                    | Roberta                                       |
| 1989 | Maribel                    | Maribel                                       |
| 1991 | La mujer prohibida         | Yarima Baéz de Gallardo                       |
| 1995 | Mis vecinos favoritos      | Tatiana                                       |
| 1997 | Llovizna                   | Guadalupe                                     |
| 1997 | Destino de mujer           | Gisela                                        |
| 1999 | Cuando hay pasión          | Flavia Istúriz de Malavé                      |
| 2000 | La revancha                | Sandra Castillos                              |
| 2003 | Rebeca                     | Marcela Montero de Montalbán/Amanda Gidalva   |
| 2005 | Soñar no cuesta nada       | Matilde                                       |
| 2006 | Mi vida eres tú            | Susana                                        |
| 2006 | Laura (telenovela de 2006) | Maria Eugenia Rodriguez Montero de Santibañez |
| 2009 | Si me miran tus ojos       | Amparito                                      |
| 2011 | Sacrificio de mujer        | Lorena Camargo                                |
| 2012 | Corazón valiente           | Ofelia Ramírez                                |

### Películas
- Adiós Miami (1983)
- Retén de Catia (1984)